# Arrajan
Arrajan o Arradjan és una ciutat medieval de l'Iran al Fars que va donar nom a un districte entre Khuzestan i Fars. Avui són unes ruïnes a uns 7,5 km de Behbahān, a la comarca d'Arḡūn, prop de la riba sud del riu Kordestān, a l'entorn del santuari d'Emāmzāda Reżā. Les ruïnes deixen veure molt poca cosa.
La ciutat apareix esmentada com Arraǰān Rām-Qobāḏ, Berām-Qobāḏ, Abar-Qobāḏ i Beh az Āmed-e Kavāḏ i s'atribueix la seva fundació al rei sassànida Cobades I (484, 488-97 i 499-531). Vers una data posterior al 500 va fer una campanya a Amida i va agafar 80.000 presoners que va establir a Fars i Khuzestan que van construir la ciutat. Els àrabs la van anomenar Wamukubadh o Amid-Kubadh. La ciutat fou centre del treball del lli, i va ser prospera fins al segle x. El 1052 tenia uns 20000 habitants però ja estava en decadència; era objecte de lluites entre els fills del buwàyhida Abu-Kalijar; entre 1053 i 1057 va canviar de mans unes quantes vegades. El 1085 va patir un terratrèmol i ja no es va recuperar; més tard va sorgir Behbahān, al sud de la ciutat i els que quedaven s'hi van traslladar.
L'antiga província d'Arrajan correspon més o menys al districte (šahrestān) de Behbahān a la moderna província de Khuzestan. La província tenia a l'oest el riu Kordestan i s'estenia per un territori al nord-oest d'aquest; al nord el riu Khersan i les muntanyes (40 km al nord d'Arrajan); a l'est pel Kūh-e Denār massif (a 60 km d'Arrajan), i el riu Zohra, amb un territori a l'est del Zohra fins a Jannāba (Ganāva); i al sud el golf Pèrsic. Ciutats de la província foren Arraǰān, Jannāba (les ruïnes properes a la moderna Ganāva al Golf), Rīšahr que era la sassànida Rēv-Ardašīr (ruïnes a uns 25 km al sud-est d'Arraǰān, a la riba del riu Hendīǰan) i Sīnīz (ruïnes a uns 23 km al sud-est de Bandar Daylām, a la costa del golf). Al-Makdasi i altres esmenten 47 llocs de la província d'Arrajan entre els quals Jūma, al districte de Belād-Šābūr (ruïnes a uns 30 km al nord d'Arraǰān a la riba del Kordestān), Jonbaḏ-Mallaḡān (ruïnes a uns 75 km a l'east d'Arraǰān al camí de Shiraz), i Mahr ū bān (ruïnes a la vora del golf a 17 km al nord de Bandar Daylām).
El domini buwàyhida es va acabar el 1055 i va seguir el seljúcida. Després d'aquest temps és esmentada com Kūra Qobāḏ-korra o Kūra Qobāḏ. Els ismaïlites van posseir tres fortaleses: Qaḷʿat al-Jeṣṣ (ruïnes a 15 km nord-est d'Arraǰān a les muntanyes), Qaḷʿat Ḥalāḏān o Dez Kelāt (ruïnes a uns 50 km al sud-est d'Arraǰān), i Qaḷʿat al-Nāẓer (ruïnes a uns 30 km al nord d'Arraǰān, prop de Jūma). D'aquestes fortaleses atacaven tota la comarca i finalment van dominar aquesta al segle xiii fins a l'arribada dels mongols. Encara que administrativament va desaparèixer com entitat (una de les 5 províncies del Fars) al segle xiii, va romandre com a regió natural. Modernament la seu del districte fou Kūhgīlūya o Behbahān.
Les ruïnes foren descobertes per C. de Bode.